# Saudade do Iguaçu
Saudade do Iguaçu is een gemeente in de Braziliaanse deelstaat Paraná. De gemeente telt 5.187 inwoners (schatting 2009).